# Папет водуа
Папет водуа (фр. Papet Vaudois или просто Papet , «Vaud papet») — блюдо родом из швейцарского кантона Во (отсюда и название Vaudois). В основном состоит из лука-порея и картофеля и сопровождается сосисками/колбасками. Его часто считают национальным блюдом Во. Картофель и лук-порей имеют те же цвета, что и флаг кантона: белый и зеленый.
Papet Vaudois готовят путем варки картофеля и лука-порея вместе, часто со сливками и белым вином. Хотя обычно лук-порей и картофель долго готовятся до тех пор, пока ингредиенты не станут тающими во рту, они сохраняют свою форму, а не пюрируются вместе. Колбаски также готовят вместе с картофелем и луком-пореем. Обычно используются Saucisse aux choux (фр. «капустная колбаса», копченая сырая колбаса, приготовленная из свинины, которую обычно готовят и подают с блюдами из капусты) или другие копченые свиные колбасы из кантона. Это колбасы, которые нельзя есть сырыми .
Французский термин papet происходит от papette, что означает «каша» . Неизвестно, когда блюдо было приготовлено впервые. Его часто подают в день независимости (провозглашен 24 января 1798 г.), но, вероятно, он появился позже . Картофель не был распространен в кантоне Во до великого голода 1770 года. Свинина была относительно дорогой до XIX века, поэтому «капустная колбаса» не могла быть очень распространена . Лук-порей также не имел широкого распространения из-за плохой репутации: в Энциклопедии Ивердона (1770-1780) про него писали, что он «возбуждает похоть».
Папет водуа включен в список культурных ценностей кантона как нематериальное культурное достояние. «Это дружеское и сытное блюдо — одна из 70 живых традиций, составляющих нематериальное наследие кантона Во. Термин papet – это старинное слово из романского диалекта, обозначающее кашу или густой суп» . С 2009 года ассоциация мясников Во проводит Journée du Papet vaudois в первую пятницу октября .